# 三八饭店
三八饭店，是黑龙江省哈尔滨市的一家全部由妇女创办的餐厅，也是中华人民共和国第一家全自动化饭店。2006年停业。

## 简介
中华人民共和国成立后，1950年代，妇女开始享有和男性平等的一切权利。毛泽东提出的“妇女能顶半边天”的口号，在社会上广为流传。1950年代，中国出现了第一个“三八女子测量队”、第一个女炼钢炉长，建筑工程中第一次出现女瓦工，另外还涌现出许多女拖拉机手、女飞行员等等。为解决男女在劳动中的体力差异，毛泽东在一篇文章中提到“只有笨重的劳动都自动化了，才能真正实现男女平等”。于是，1958年哈尔滨市开办了一家全部由妇女创办的餐厅——三八饭店，这也是中华人民共和国第一家全自动化饭店。
三八饭店最初的地址位于哈尔滨市道外区南三道街64号。该地址久已作为饭店。满洲国初期，这里是新记独一处。1945年改为德发园饭店，直到1956年实行公私合营。1958年春，在哈尔滨市商业局的领导下，刘纯珍等八位妇女在南三道街共同办起了岳阳楼饭店。1958年8月1日，在公私合营德发园的基础之上，成立了国营三八饭店，饭店职工全部是妇女。起初仅有10位职工，人称“十姐妹”办饭店，她们是：刘纯真、孙丽、班翠霞、郭静云、栾桂华、王丽、张桂珍、袁竹梅、杨淑惠、张秀珍。1958年冬，饭店正式命名为三八饭店，以“三八”为名是因为职工全部是妇女，遂以三八妇女节的“三八”为名。开业初期，仅经营简单的溜炒菜。随后在哈尔滨市服务公司的支持下，新建的三八饭店将店门开在靖宇街386号，扩大营业面积，并调来女科级干部于秀莲担任主任，职工增加至58人。
三八饭店开业后不久，便因率先使用哈尔滨市研制的第一台饺子机而闻名全中国。此外，该饭店还使用了新研制出来的万能灶、升降机、和面机、刷碗机、切菜切肉机、空中滑行送菜机等等，从而成为当时中华人民共和国自动化水平最高的饭店，被誉为“全国最早的一家全自动化饭店”。正值大跃进热潮中，当时的三八饭店为人们提供了对未来世界的想像空间，吸引了大批顾客来三八饭店用餐。为配合三八饭店的技术革新，成立了哈尔滨饮食机械厂，三八饭店就像是该厂的试验基地，该厂开展研究都到三八饭店来试验。饺子机发明后，中华人民共和国商业部将该厂收归中华人民共和国商业部直属，职工由最初的六、七个人发展至三百多人。
1959年12月24日，中华人民共和国国务院总理周恩来到三八饭店视察，服务人员用三八饭店自己改良的第三代饺子机为周恩来演示了机器包饺子。当时，万能灶、和面机、饺子机在全中国远未普及，整个哈尔滨市只有三八饭店有，饺子机每分钟可包十余个饺子。周恩来高兴地说：“要是全国的饭店、大企业的食堂都使上包饺子机，那该解放多少劳动力啊！工人们吃饺子就更方便了！”并鼓励三八饭店职工说：“服务事业是崇高的事业，是很光荣的，要好好为人民服务。”三八饭店由此大为出名，先后接待30多个国家和地区的100余个参观团，被誉为“跃进之花”。1960年，中央新闻纪录电影制片厂拍摄了电影纪录片《三八饭店》。
三八饭店有鲁菜名师赵永省、特一级烹调师盛英杰、面点师林丛之等烹饪名家工作多年，培养出一批妇女烹调技术人才，包括哈尔滨市解放后首位女厨师班翠霞、特一级烹调师刘凤兰、一级烹调师孔淑琴、一级服务师李颖等人。
1980年，经黑龙江省服务局拨款12万元人民币，三八饭店在原有的二层楼上增建三楼，并装修改造，总面积达到1047平方米，餐座350个。1985年5月，特一级烹调师刘东来调到三八饭店担任经理。哈尔滨市商业委员会拨款10万元人民币装修二楼的大餐厅，并陆续从四川省成都市聘请到川菜名师钟少奇、廖传志、丁翔蓉、廖加强等当主厨，引进川菜。1986年5月23日，三八饭店二楼的川味餐厅正式营业。当时三楼是中餐高间。一楼原是大众便餐，后因隔壁的老鼎丰吃冷饮的顾客常因人多没座位而拿着冷饮来三八饭店吃，所以1988年6月三八饭店将一楼改成冷饮厅。1990年代，三八饭店冷饮厅销售的冷饮很受欢迎，而二楼、三楼的餐饮部分却趋于衰退，最终1995年餐饮部分全部停业，三八饭店成为仅经营冷饮的小店。2006年10月，三八饭店正式停业。
三八饭店停业后一直未恢复经营，但是三八饭店饮食公司并未注销企业名称。与此同时，在哈尔滨陆续出现几十家以“三八饭店”为店名的私营餐厅，这些餐厅中有少量是原三八饭店老职工开设的，多数和原三八饭店无任何联系。三八饭店饮食公司以侵犯其企业名称权，虚假宣传构成不正当竞争为由，将多家三八饭店诉至黑龙江省哈尔滨市中级人民法院。2015年，黑龙江省高级人民法院公布案件二审结果，判决相关企业立即停止使用“三八饭店”作为企业名称及以此名义进行经营活动，并赔偿三八饭店饮食公司经济损失。
2015年12月，毛天恒获得了原三八饭店的冰棍配方，注册了老道外三八冰棍，并投资1000多万元人民币建成了冷饮生产基地。2016年，哈尔滨华业天成食品有限责任公司向市场推出了老道外三八冰棍，毛天恒任该公司副总经理。